# 马萨马尔塔纳
马萨马尔塔纳（義大利語：Massa Martana），是意大利佩鲁贾省的一个市镇。总面积78.11平方公里，人口3953人，人口密度50.6人/平方公里（2009年）。ISTAT代码为054028。